# Église Notre-Dame-de-Belgrade d'Istanbul
L'église Notre-Dame-de-Belgrade est une église orthodoxe serbe située dans de Yedikule dépendant du district de Fatih à Istanbul.

## Historique
Le nom du quartier est « porte de Belgrade » du fait de l'installation de commerçants serbes après la prise de Belgrade par les Ottomans en 1521 autour de l'ancienne porte Dephteron. Cette venue de commerçants justifia la construction d'une première église en 1539. L'édifice en pierre, visible actuellement remonte quant à lui à 1837.